# Litle Turøyna
Litle Turøyna ou Litla-Turøyna est une île dans le landskap Sunnhordland du comté de Vestland. Elle appartient administrativement à Øygarden.

## Géographie
A l'ouest de Turøyna, rocheuse et couverte d'une légère végétation, elle s'étend sur environ 1,282 km de longueur pour une largeur approximative de 645 m.
Elle compte un fanal à sa pointe sud.